# Canton d'Annemasse
Le canton d'Annemasse est une circonscription électorale française du département de la Haute-Savoie.

## Géographie
Le territoire cantonal, de 1793 puis de 1860 jusqu'en 2015, correspondait à la basse vallée de l'Arve. Le canton associait l'espace urbain autour du centre urbain d'Annemasse et sa banlieue ainsi que les alentours marqués par la ruralité. L'ensemble se trouvait dans l'aire urbaine de Genève–Annemasse, fortement polarisé par la cité voisine de Genève. En effet, le canton est limitrophe avec la Suisse.
En 2015, la réforme limite le nouveau canton à la ville d'Annemasse et les deux communes d'Ambilly et de Ville-la-Grand. Les communes de l'ancien canton se retrouve dans le canton de Gaillard.

## Histoire administrative
Lors de l'annexion du duché de Savoie à la France révolutionnaire en 1792, la région d'Annemasse est organisée en canton avec Annemasse pour chef-lieu, au sein du département du Mont-Blanc, dans le district de Carouge. Ce nouveau canton comptait treize communes : Ambilly ; Annemasse ; Choulex ; Collonges-Bellerive ; Corsier ; Les Esserts ; Etrembières ; Juvigny ; Monnetier et Mornex ; Monthoux ; Thonex et Chêne ; Vétraz et Villagrand et Presingy, avec 6 230 habitants. Avec la réforme de 1800, le canton disparait au profit de celui de Chêne-Thonex et ses 22 communes de l'arrondissement communal de Genève, dans le nouveau département du Léman,.
En 1814, le duché de Savoie retourne dans le giron de la maison de Savoie, sauf pour la partie nord du duché qui ne revient qu'en 1816. Le mandement sarde d'Annemasse est créé au sein de la province de Carouge et comprend 18 communes : Ambilly ; Annemasse ; Arthaz-Pont-Notre-Dame ; Bonne ; Cranves-Sales ; Fillinges ; Juvigny ; Loex ; Lucinges ; Etrembières ; Gaillard ; Machilly ; Marcellaz ; Nangy ; Saint-Cergues ; Vétraz-Monthoux ; Veigy-Foncenex et Ville-la-Grand. Une nouvelle réforme de 1818 fait passer le mandement à quinze communes avec la fusion de Ambilly-Gaillard ; l'ajout de Collonges-Archamps et le retrait de Fillinges, Marcellaz et Nangy. En 1837, le mandement d'Annemasse passe à la province du Faucigny, dans la division administrative d'Annecy, et le nombre de communes passe à 17 : séparations d'Ambilly et Gaillard ainsi qu'Archamps et Collonges.
Au lendemain de l'Annexion de 1860, le duché de Savoie est réuni à la France et retrouve une organisation cantonale, au sein du nouveau département de la Haute-Savoie (créé par décret impérial le 15 juin 1860). Le nouveau canton d'Annemasse est créé à cette occasion. En 1973, le canton est divisé en canton d'Annemasse-Nord et canton d'Annemasse-Sud,.
Un nouveau découpage territorial de la Haute-Savoie entre en vigueur à l'occasion des premières élections départementales suivant le décret du 13 février 2014. Les conseillers départementaux sont, à compter de ces élections, élus au scrutin majoritaire binominal mixte. Les électeurs de chaque canton élisent au Conseil départemental, nouvelle appellation du Conseil général, deux membres de sexe différent, qui se présentent en binôme de candidats. Les conseillers départementaux sont élus pour 6 ans au scrutin binominal majoritaire à deux tours, l'accès au second tour nécessitant 12,5 % des inscrits au 1er tour. En outre la totalité des conseillers départementaux est renouvelée. Ce nouveau mode de scrutin nécessite un redécoupage des cantons dont le nombre est divisé par deux avec arrondi à l'unité impaire supérieure si ce nombre n'est pas entier impair, assorti de conditions de seuils minimaux. Dans la Haute-Savoie, le nombre de cantons passe ainsi de 34 à 17.
Le canton d'Annemasse est formé de communes des anciens cantons d'Annemasse-Nord (2 communes + 1 fraction) et d'Annemasse-Sud (1 fraction). Il est entièrement inclus dans l'arrondissement de Saint-Julien-en-Genevois. Le bureau centralisateur est situé à Annemasse.

## Représentation

### Conseillers généraux de 1861 à 1973
| Période | Période      | Identité                     | Étiquette   | Qualité |
| ------- | ------------ | ---------------------------- | ----------- | --- |
| 1861    | 1871         | Achille Babuty               |             | Juge de paix à Saint-Julien-en-Genevois, Reignier et Annemasse                                                      |
| 1871    | 1889         | Alexandre Pérréard           | Républicain | Notaire - Maire d'Annemasse (1882-1900)                                                                             |
| 1889    | 1895         | Albert Dupuis                | Républicain | Docteur en médecine à Annemasse, conseiller d'arrondissement                                                        |
| 1895    | 1901         | François Périllat            | Socialiste  | Pharmacien à Annemasse                                                                                              |
| 1901    | 1919         | Fernand David                | Rad.        | Avocat à Saint-Julien-en-Genevois Conseiller municipal d'Annemasse Député (1898-1919) Ministre (entre 1913 et 1930) |
| 1919    | 1925         | Henri Moret                  | RG          | Notaire Conseiller municipal d'Annemasse                                                                            |
| 1925    | 1931         | Claudius Francoz             | RG          | Docteur en pharmacie Adjoint au maire d'Annemasse                                                                   |
| 1931    | 1934         | Étienne Antonelli            | SFIO        | Professeur d'université à Lyon Député (1924-1932)                                                                   |
| 1934    | 1940         | Claudius Montessuit          | Rad.        | Instituteur puis chef d'entreprise Maire d'Annemasse (1929-1940)                                                    |
|         |              |                              |             | |
| 1942    | 1945         | Marcel Collardey (1895-1952) |             | Fabricant de meubles Maire d'Annemasse (1941-1944) Nommé conseiller départemental en 1942                           |
|         |              |                              |             | |
| 1945    | 1951         | Jean Vittoz (1908-2001)      | PCF         | Préparateur en pharmacie, conseiller municipal de Ville-la-Grand Ancien résistant                                   |
| 1951    | 1958         | Claudius Montessuit          | RGR         | Instituteur puis chef d'entreprise Maire d'Annemasse (1929-1940 et 1947-1953)                                       |
| 1958    | 1966 (décès) | Joseph Philippe              | MRP         | Agriculteur - Député (1958-1966) Maire de Ville-la-Grand                                                            |
| 1966    | 1973         | Charles Xambeu               | CD          | Chirurgien à Annemasse Elu en 1973 dans le Canton d'Annemasse-Sud                                                   |

### Conseillers d'arrondissement (de 1861 à 1940)
| Période                                  | Période      | Identité                     | Étiquette   | Qualité |
| ---------------------------------------- | ------------ | ---------------------------- | ----------- | --- |
| av.1884                                  | 1889         | Albert Dupuis (1843-1900)    | Républicain | Docteur en médecine à Annemasse, suppléant du juge de paix                                                  |
| 1889                                     | 1891 (décès) | Jean Mériguet (1829-1891)    |             | Meunier à Étrembières                                                                                       |
|                                          |              |                              |             | |
|                                          | 1934         | Joseph Francioli (1874-1945) | Radical     | Entrepreneur de maçonnerie, maire de Bonne-sur-Ménoge                                                       |
|                                          | 1934         | Léon Gavard                  | Radical     | Maraîcher, adjoint au maire de Gaillard                                                                     |
| 1934                                     | 1940         | Eugène Gardy (1880-1968)     | SFIO        | Employé de chemin de fer, maire de Ville-la-Grand                                                           |
| 1934                                     | 1940         | Eugène Tardy (1877-1955)     | SFIO        | Charpentier, maire de Machilly                                                                              |
| 1940                                     |              |                              |             | Les conseils d'arrondissement ont été suspendus par la loi du 12 octobre 1940 et n'ont jamais été réactivés |
| Les données manquantes sont à compléter. |              |                              |             | |

### Conseillers départementaux depuis 2015
| Période élective | Période élective | Mandat | Mandat       | Identité            | Nuance | Nuance | Qualité |
| ---------------- | ---------------- | ------ | ------------ | ------------------- | ------ | ------ | --- |
| 2015             | 2021             | 2015   | 2020 (décès) | Raymond Bardet      |        | DVD    | Ancien conseiller général du Canton d'Annemasse-Nord (1985-2015) Maire de Ville-la-Grand (1981-2016) Président de la 1re Commission Enfance, Famille, Grand Âge, Handicap |
| 2015             | 2021             | 2015   | 2021         | Estelle Bouchet     |        | DVG    | Formatrice Première adjointe au Maire d'Ambilly jusqu'en 2020 |
| 2015             | 2021             | 2020   | 2021         | Christian Verdonnet |        | DVG    | Notaire, conseiller municipal d'Annemasse |
| 2021             | 2028             | 2021   | en cours     | Estelle Bouchet     |        | DVG    | Conseillère sortante, 10e Vice-Présidente |
| 2021             | 2028             | 2021   | en cours     | Christian Verdonnet |        | DVG    | Conseiller sortant |

### Résultats détaillés

#### Élections de mars 2015
À l'issue du 1er tour des élections départementales de 2015, deux binômes sont en ballottage : Raymond Bardet et Estelle Bouchet (DVD, 34,57 %) et Martin Beer et Muriel Lebrun (PS, 30,02 %). Le taux de participation est de 33,76 % (8 580 votants sur 25 417 inscrits) contre 45,4 % au niveau départemental et 50,17 % au niveau national.
Au second tour, Raymond Bardet et Estelle Bouchet (DVD) sont élus avec 59,23 % des suffrages exprimés et un taux de participation de 31,99 % (4 459 voix pour 8 130 votants et 25 417 inscrits).
Christian Verdonnet a été élu conseiller municipal sur la liste de Christian Dupessey, maire Divers gauche.

#### Élections de juin 2021
Le premier tour des élections départementales de 2021 est marqué par un très faible taux de participation (33,26 % au niveau national). Dans le canton d'Annemasse, ce taux de participation est de 21,28 % (5 065 votants sur 23 799 inscrits) contre 28,81 % au niveau départemental. À l'issue de ce premier tour, deux binômes sont en ballottage : Estelle Bouchet et Christian Verdonnet (DVG, 31,38 %) et Matthieu Loiseau et Géraldine Valette (DVD, 21,72 %).
Le second tour des élections est marqué une nouvelle fois par une abstention massive équivalente au premier tour. Les taux de participation sont de 34,36 % au niveau national, 29,17 % dans le département et 21,52 % dans le canton d'Annemasse. Estelle Bouchet et Christian Verdonnet (DVG) sont élus avec 58,11 % des suffrages exprimés (2 706 voix pour 5 122 votants et 23 804 inscrits),,. 

## Composition

### Composition de 1793 à 1800
Lors de sa disparition de 1793, canton comprenait treize communes :
- Ambilly ;
- Annemasse ;
- Choulex ;
- Collonges-Bellerive ;
- Corsier ;
- Les Esserts ;
- Etrembières ;
- Juvigny ;
- Monnetier et Mornex ;
- Monthoux ;
- Thonex et Chêne ;
- Vétraz ;
- Villagrand et Presingy

### Composition de 1860 à 1973
Lors de sa disparition de 1973, le canton comprenait 14 communes :
- Annemasse (chef-lieu)
- Ambilly
- Arthaz
- Cranves-Sales
- Bonne
- Étrembières
- Gaillard
- Juvigny
- Loex
- Lucinges
- Machilly
- Saint-Cergues
- Vétraz-Monthoux
- Ville-la-Grand.

### Composition depuis 2015
Le canton d'Annemasse comprend désormais trois communes entières.
| Nom                               | Code Insee | Intercommunalité                         | Superficie (km2) | Population (dernière pop. légale) | Densité (hab./km2) | Modifier                                    |
| --------------------------------- | ---------- | ---------------------------------------- | ---------------- | --------------------------------- | ------------------ | ------------------------------------------- |
| Annemasse (bureau centralisateur) | 74012      | CA Annemasse - Les Voirons Agglomération | 4,98             | 37 595 (2022)                     | 7 549              | modifier les données · modifier les données |
| Ambilly                           | 74008      | CA Annemasse - Les Voirons Agglomération | 1,25             | 6 269 (2022)                      | 5 015              | modifier les données · modifier les données |
| Ville-la-Grand                    | 74305      | CA Annemasse - Les Voirons Agglomération | 4,49             | 9 196 (2022)                      | 2 048              | modifier les données · modifier les données |
| Canton d'Annemasse                | 7404       |                                          | 10,72            | 53 060 (2022)                     | 4 950              | modifier les données                        |

## Démographie
En 2022, le canton comptait 53 060 habitants, en évolution de +6,22 % par rapport à 2016 (Haute-Savoie : +6,01 %, France hors Mayotte : +2,11 %).
| 2013   | 2018   | 2022   |
| ------ | ------ | ------ |
| 48 704 | 51 437 | 53 060 |